# 葛瑞姆·汉卡克
葛瑞姆·汉卡克（英語：Graham Hancock，1950年8月2日—）， 英国记者、考古历史类畅销书作家。其作品包括《超自然》（Supernatural）、《失落的约柜》（The Sign and the Seal）、《上帝的指纹》（Fingerprints of Gods）、《创世纪的守护神》（Keeper of Genesis，与罗伯特·鲍威尔〔Robert Bauvel〕合著，美版译名为《斯芬克斯的信息》〔The message of Sphinx〕）、《火星的秘密》（The Mars Mystery），《天之鏡》（Heaven's Mirror，与妻子桑沙·法伊亚〔Santha Faiia〕合著），《上帝的魔島》和《护身符：神圣的城市，神秘的信仰》（与罗伯特·鲍威尔合著）。他也参与制作并主持了英国第四频道的纪录片《水下世界：冰河期被洪水淹没的王国》。
《超自然：与人类远古智慧的接触》是他最新的著作，分别于2005年和2006年在英国和美国开始发行。葛瑞姆在书中用大卫 路易斯-威廉姆斯（David Lewis Williams）的神经心理学考古方法，通过旧石器时代的岩洞艺术，来研究现代人类大脑的进化发展。
葛瑞姆的主要研究对象是远古时代的迷团和巨石建筑、远古神话、天文学和占星学方面的资料数据。在他很多的书中始终贯穿的一个主题是一个全球性的母文明，他认为所有的文明都是从这个母文明中分散出来的。尽管他的书已经在全世界有了500万的销量并被译成了27种语言，但他的研究方法和结论并没有得到权威机构的支持，并被批评为是一个伪科学。 葛瑞姆坦率的承认自己没有受过正规的考古学训练，他认为人们过度崇尚现今正统学术体系的权威性，自己的作品能给人们带来一种补充性的反思。

## 自传
虽然出生于爱丁堡，但由于父亲在印度做医生的缘故，他成长的岁月也就在那里度过。返回英国后，他于1973年从杜伦大学毕业，并得到了社会学的一等荣誉学位。
作为一名记者，葛瑞姆曾撰稿于多家英国报纸，如泰晤士报、星期日泰晤士报、独立报、卫报。他在1976年－1979年是英国新国际主义者杂志的合作编辑杂志，1981年－1983年是英国经济学人杂志在东非的记者。

## 猎户三星相对应理论
「獵戶三星相對應理論」是汉卡克很多书中经常出现的一个主题，它首次于1983年由比利时埃及考古专家罗伯特·鲍威尔提出，然后在和汉卡克合著的书和两人各自独立的作品中被进一步解释。它阐述了古埃及的吉萨三大金字塔的相对位置与猎户座三星腰带的相对位置相一致。
最初他们只是阐述了两样事物的惊人相似。随后他们便在《创世纪的守护者》中推测狮身人面像的年龄。按书中所说：狮身人面像是在公元前10500年前的上旧石器时代建造的。在1998年与罗伯特·鲍威尔合著的《火星秘密》中，他们认为狮身人面像与吉萨三大金字塔还有尼罗河的安排布局可以说是当时狮子星座与猎户三星还有银河的在地面的相对应天文图。
所以距今12500年前的那个时期，汉卡克认为，有一个远古的发达文明影响并辐射出我们世界的古代文明发展。但是正统埃及学和考古学坚持认为现有证据表明吉萨金字塔群和狮身人面像是在公元前2500年左右的古埃及第四王朝时期建立的。汉卡克并没有就年代进行争论，但他坚持认为它们一定是按照差不多八千年前的天文而修建的。
由汉卡克，鲍威尔及其他人，比如阿德里安·吉尔伯特（Adrian Gilbert）和安东尼·维斯特（Anthony West），所提出的这个观点被很多的科学家在著作中予以批评和驳斥。
在驳斥的声音中，来自美国洛山基格里菲斯天文观测台（Griffith Observatory）的天文学家爱德格里普（Ed Krupp）和南非开普顿大学的安东尼费尔罗（Anthony Fairall）教授的研究引人关注。他们利用天文仪器，各自独立的研究了在汉卡克等人提到的那个时期时，三星腰带和北方向的角度（由于分点岁差的影响，这个角度和我们今天所观察的角度或和第四王朝时期的都各不相同）。结果发现，当时三星与北方向的角度是47度至50度之间，而金字塔与北方向的角度是38度。
格里普还指出，吉萨三金字塔构成的直线是向北偏离，而有猎户三星构成的腰带确实向南。如果使一个与另一个相一致，只能把其中一条线的高的一端拉低。这也确实就是鲍威尔和吉尔伯特在他们合著的书中所做的改动，他们用倒转的金字塔图片同三星图相对比并且没有说明。
格里普和费尔罗还发现了他们理论中的其他问题。包括如果像他们宣称的狮身人面像代表了狮子座的话，那么它按照星图应该被建在尼罗河的另一边，而不是和金字塔在同侧。还有公元前10500年时，春分点应该是在黄道中的处女座而不是狮子座。而黄道的概念是由古美索不达米亚的文明创造。埃及直到很晚的希腊罗马化时代才开始使用。一位名叫乔安妮·考曼（Joanne Conmen）的评论家曾用“罪恶”二字形容格里普在著作中对这个理论的强有力的驳斥。还是这位评论家，他也批评了格里普的一些关于古埃及天文学方面的说法。认为汉卡克等人的理论是“很遗憾，由于一些各种原因 ”。
这个关于古老的狮身人面像的理论在主流科学中得到了更多的支持，著名的地理学家罗伯特·斯科奇（Robert Schoch）从狮身人面像周身的流水腐蚀痕迹和周围环境的痕迹做比较，认为一部分狮身人面像的最迟也应是于公元前5000到7000年前修建的。斯科奇的分析得到了另一位地质学家大卫·考伊克尔（David Coxill）的支持。他认为狮身人面像经过了大量的雨水冲刷，而吉萨高原只有在王朝以前的时期才有过这种气候。第三位地质学家科林·里德（Colin Reader）认为修建的时间比公认的时间只早几百年。这些观点被主流的埃及学者和相当数量的地质学家所驳斥。他们将狮身人面像表面的腐蚀痕迹归因于当今世界的工业污染而产生了风载尘对雕像的酸化和温度的变化对石头表面的影响。

## BBC《地平线》节目事件
汉卡克遭到了很多驳斥自己的观点和事件，其中最著名的是BBC第二频道的《地平线》节目事件。1999年11月4日，「地平线 」推出名为「亚特兰蒂斯再生」（Atalantis Reborn）的记录片。片子认为：汉卡克宣称一些古代建筑群的建设与天象相应，而我们也可以在美国纽约著名的标志性建筑中得到很多所谓的相应。它也认为汉卡克有选择的忽略一些建筑的位置从而故意与自己的观点相吻合，并忽略了建筑的能够解释其建造时间和原因的真正涵义。汉卡克认为自己被节目污蔑了。他和罗伯特·鲍威尔将BBC公司侮辱他们和他们的研究成果的行径告到了英国广电标准委员会（Broadcasting Standard Commission）。
"节目将汉卡克变成了一个烘制理论的高级知识骗子，他没有得到捍卫自己理论的机会。"
英国广播公司方面没有对汉卡克本人和他的理论做评价，而是除了指控中提到的节目中的一段话外，否认了其他的一切内容有诋毁倾向。他们认为节目制作人是抱着公正的思想来审视和评论汉卡克先生和鲍威尔先生的观点的。指控并不成立。
委员会认为，节目不公正的删除了一位批评汉卡克先生理论的发言者的观点。地平线节目随后提供了一个经过修改的新版本，其中把一个支持他们的理论的观点加了进去。节目于2000年12月14日播出。
虽然片子大部分还是反驳的立场，但是汉卡克在自己的官方网站上宣布，英国广播公司支持自己和罗伯特·鲍威尔的观点。并只是引用了有利的部分。

## 註解、參考
1. ↑  台灣先智出版社發行了Fingerprints of Gods、Heaven's Mirror、Underworld三本書，並將其書名翻譯為「上帝的指紋」、「天之鏡」以及「上帝的魔島」，合計上下兩冊共六本書
2. ↑  …三座金字塔难以置信的成为了猎户星座三星在地球上的星图；参考汉卡克的《上帝的指纹》，1995，p.375
3. ↑  …狮子的形体在公元前10450时春分日的黎明恰好面向东方正对狮子座；参考汉卡克的《上帝的指纹》，1995，p.483